# عفونت ادراری در زنان باردار
عفونت‌های ادراری دوران بارداری شایعترین عفونت‌های باکتریایی هستند که در بین زنان باردار اتفاق می‌افتد. تغییرات فیزیولوژیک به وجود آمده در دوران بارداری احتمال ابتلا را به عفونت ادراری افزایش می‌دهند. تاثیر هورمون پروژسترون و فشار مکانیکی ایجاد شده توسط رحم حاوی جنین باعث می‌شوند مثانه در حین ادرار کردن به طور کامل تخلیه نشود که این امر به نوبه خود باعث افزایش مقدار باقی‌مانده ادرار در مثانه و همینطور بالارفتن احتمال ریفلاکس مثانه به حالب می‌گردد. همجنین تغییرات فیلتراسیون گلومرولی باعث افزایش قند موجود در ادرار و قلیایی شدن آن هم می‌گردند. همه این امور در کنار هم باعث آسان‌تر شدن رشد باکتری‌ها می‌گردند.  عفونت‌های ادراری با توجه به انواع آن علایم و نشانه‌های مختلفی دارند. عفونت‌های ادراری در بارداری با توجه به محل درگیری دستگاه ادراری تقسیم بندی می‌گردند که عبارتند از: باکتری اوری بدون علامت (ادرار)، سیستیت (مثانه)، پیلونفریت (کلیه‌ها).

## تاثیر عفونت‌های ادراری در بارداری بر جنین
گروهی از متخصصین معتقدند که عفونت ادراری در بارداری با تاخیر رشد جنینی و عقب ماندگی ذهنی در نوزادان ارتباط دارد. با توجه به طبیعت چند فاکتوری تاخیر رشد جنینی و همچنین عقب ماندگی ذهنی نوزادان، تشخیص علت دقیق این مشکلات کار سختی است و فعلاً شواهد کاملاً محکمی دال بر این ارتباط وجود ندارد. در هر حال با توجه به مطالعات صورت گرفته و احتمال تاثیر عفونت ادراری دوران بارداری در این زمینه‌ها تشخیص و درمان عفونت ادراری دوران بارداری خیلی مهم به نظر می‌رسد.